# ハファエウ・ナヴァーホ・レアウ
ハファエウ・ナヴァーホ（Rafael Navarro）ことハファエウ・ナヴァーホ・レアウ（ポルトガル語: Rafael Navarro Leal、2000年4月14日 - ）は、ブラジルのサッカー選手。ポジションはFW。

## クラブ歴
フルミネンセFCの下部組織からアトレチコ・ゴイアニエンセの下部組織に移籍。アトレチコ・ゴイアニエンセではトップチームのベンチに入った事はあれど、出場は叶わなかった。
2019年末にカンピオナート・ブラジレイロ・セリエAのボタフォゴFRに加入。翌年1月18日にカンピオナート・カリオカでルーカス・カンポスに代わって投入され選手初出場を記録した。翌年1月25日にカンピオナート・ブラジレイロ・セリエA初出場を記録したが、クラブはこのシーズンに降格した。翌シーズンはカンピオナート・ブラジレイロ・セリエBで15得点を獲得し、カンピオナート・ブラジレイロ・セリエA復帰に貢献した。
2022年に同じくカンピオナート・ブラジレイロ・セリエAのSEパルメイラスに完全移籍した。

## 代表歴
2015年にU-15代表に招集された。